# ジミー さよならのキスもしてくれない
『ジミー さよならのキスもしてくれない』（原題：A Night in the Life of Jimmy Reardon）は、1988年制作のアメリカ合衆国の青春映画。リヴァー・フェニックスの初主演映画。

## あらすじ
シカゴに暮らす17歳の高校生ジミーは、貧しい家庭やうるさい両親に嫌気がさし、大学進学を機に街を出ようと決めていた。だが卒業を間近に控えたある日、父親が自分の母校へ進学するように彼に強制してくる。
友人たちは皆明るい未来に向けてこの街を出ていくというのに、自分だけが取り残されるようでいても立ってもいられなくなったジミーは、ハワイの大学へ進学することになっているガールフレンドのリサと共にハワイに行こうと決意、そのための金を調達しようと画策するのだが…。

## キャスト
※括弧内は日本語吹替。
- ジミー・レアドン：リヴァー・フェニックス（島田敏）
- リサ：メレディス・サレンジャー（岡本麻弥）
- デニーズ：アイオン・スカイ
- スージー：ルアンヌ（かないみか）
- フレッド：マシュー・ペリー（松本保典）
- ジミーの父：ポール・コスロ（江原正士）
- ジョイス：アン・マグナソン（土井美加）
- ジミーの母：ジェーン・ハラーレン（山田栄子）
- マシュー：ジェイソン・コート

※テレビ放送：テレビ朝日「ウィークエンドシアター」1991年11月16日（土）